# 森合町
森合町（もりあいちょう）は、福島県福島市の町名。丁番を持たない単独町名である。郵便番号は960-8002。

## 地理
市の本庁所管にあたる中央東地域に属し、中心市街地の北部、信夫山南側の麓に位置する。東西は福島市道中町御山町線から福島市道森合町10号線などにかけて、南北は福島市道森合町8号線周辺（福島県立視覚支援学校南側境界）から福島市道森合町割石線周辺にかけての範囲を町域とする。北で信夫山地区（西から時計回りに南平、狐塚畑、狐山、狐塚、下狐塚）と、北東で御山町と、南東で宮下町と、南で天神町と、南西で曽根田町と、西で森合と隣接する。上町に所在する 福島警察署及び天神町に所在する福島消防署のそれぞれ管轄にあたる。町内は公共施設や学校施設が立地し、その周囲を団地や住宅が取り囲む住宅・文教地区である。

### 河川
- 祓川

## 歴史
1940年代に従来の大字曽根田を廃し、地番呼称変更が行われ設置された。1964年に住居表示が実施され現在に至る。

## 世帯数と人口
2021年（令和3年）10月31日現在の世帯数と人口は以下の通りである。
| 町丁   | 世帯数  | 人口  |
| ------ | ------- | ----- |
| 森合町 | 307世帯 | 494人 |

## 小・中学校の学区
市立小・中学校に通う場合、学区は以下の通りとなる。
| 番地 | 小学校                 | 中学校                 |
| ---- | ---------------------- | ---------------------- |
| 全域 | 福島市立福島第四小学校 | 福島市立福島第四中学校 |

## 交通

### 鉄道
- 域内を東北新幹線が通過する。

### 道路
- 国道13号信夫通り
- 福島市道28号太平寺山口線

### バス
福島交通路線バス
福高前
- 1番ポール
  - 市内循環ももりん2コース（美術館先回り）
- 2番ポール
  - 市内循環ももりん1コース（大町先回り）
  - 福島駅東口
- 31番ポール
  - メロディバス

保健福祉センター
- 0番ポール
  - 市内循環ももりん1コース（大町先回り）
  - 市内循環ももりん2コース（美術館先回り）

※9時台～16時台のみ

## 施設

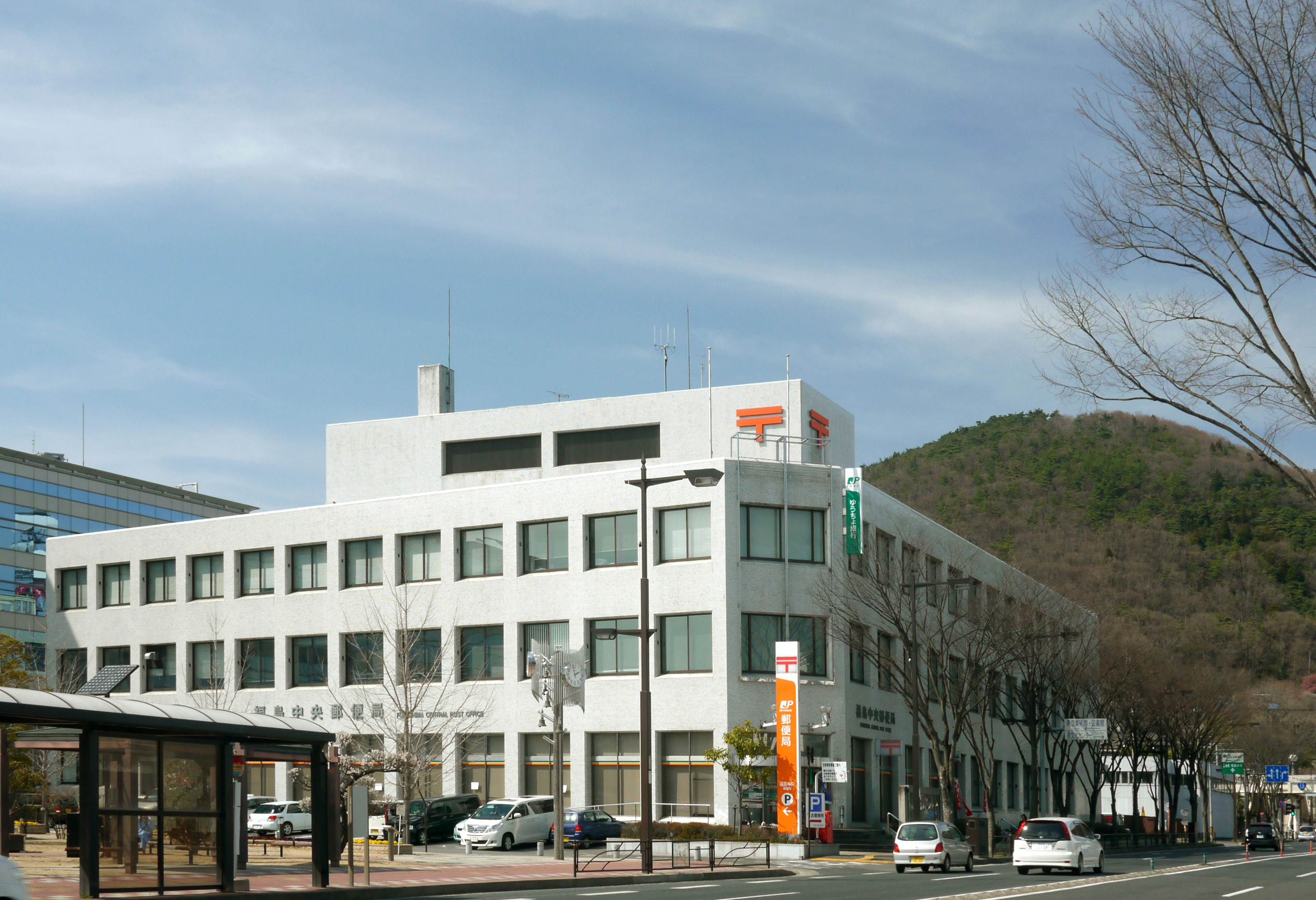
福島中央郵便局

- 福島税務署
- 福島県立福島高等学校
- 福島県立福島聴覚支援学校
- 福島県立福島視覚支援学校
- 森合町県営住宅
- 福島市保健福祉センター
  - 福島ふれあいパーク
- 福島市保健所検査課
- 福島市中央児童相談所
- 福島中央郵便局
- 福島市写真美術館
- 森合町公園
- 森合緑地公園
- 臨済宗東光寺